# Herfstlied
Herfstlied is een thriller van Simone van der Vlugt, die in 2009 werd uitgegeven. Nadine van Mourik vertelt het verhaal samen met een onbekende geestelijk gestoorde persoon. Laatstgenoemde begint met een proloog en sluit het boek af. Af en toe duikt deze persoon op tussen de hoofdstukken van Nadine in. Eerst wordt het Mariëlle duidelijk, dan Nadine en daarna pas de meeste lezers wie deze anonieme persoon in werkelijkheid is.

## Hoofdpersonen
- Nadine van Mourik, 36 jaar. Ze woont in Leiden en werkt bij de kunstredactie van het Leidsch Dagblad. Haar echtgenoot Christiaan is vijf jaar geleden omgekomen door een auto-ongeluk. Ze woont samen met haar 16-jarige dochter Mariëlle. Haar ouders Anna en Cor wonen dichtbij en hebben zich over hun dochter en kleindochter ontfermd. Nadine probeert al een tijdje haar eerste roman “Littekens” uitgegeven te krijgen.
- Eelco van Ravensberg uit Amsterdam. De 39-jarige eigenaar van uitgeverij “De Boekanier”. Hij is gescheiden en lijkt toe aan een nieuwe relatie.
- Sigrid, een roodharige actrice. Nadine heeft haar zes jaar geleden een interview afgenomen en sindsdien zijn ze hartsvriendinnen.

## Samenvatting
Elke vrijdagavond komt er een clubje van jonge aspirant-schrijvers bijeen in café de Bonte Koe. Het initiatief is ontstaan na een cursus bij schrijfster Froukje Smit, die op een vrijdagavond langskomt en uitgever Eelco van Ravensberg meeneemt. Laatstgenoemde is voornamelijk geïnteresseerd in het werk en de persoon van Nadine van Mourik. Eelco brengt haar manuscript “Littekens” onder de aandacht van collega Cynthia Goudriaan van uitgeverij Aurora, die besluit het boek uit te geven. Nadine is erg blij maar het boek heeft een moeizame start.
Intussen is Nadine een vreemde affaire van haar dochter Mariëlle op het spoor gekomen. Ene Ruben blijkt Ruben Offermans te zijn, haar 26-jarige leraar Nederlands. Op kordate wijze gaat Nadine het gesprek met hem aan. Op voorspraak van Mariëlle ontloopt hij een officiële klacht bij de schoolleiding.
Inmiddels wordt de lezer toegesproken door een anoniem persoon, die een gevaarlijke moordenaar blijkt te zijn. De persoon  slaat een onbekende 24-jarige Melissa Martens de hersens in. Leiden is in rep en roer om deze afschuwelijke moord zonder motief. Na een feestje bij Nadine thuis wordt vervolgens Joëlla, bezoekster van de Bonte Koe, op identieke wijze omgebracht. De lezers hebben dan ook al te horen gekregen dat de anonieme verteller een moedermoordenaar is. De videocamera en de dvd van het feest worden uit de kamer van Mariëlle gestolen. Nadat Tom Segers, lid van de vrijdagavondclub in de Bonte Koe, DNA heeft moeten afstaan, krijgen alle Leidse mannen een dergelijk verzoek.
Ondanks de moeizame start begint de debuutroman van Nadine langzamerhand beter te verkopen. Ze wordt uitgenodigd voor het jaarlijkse Boekenbal. Omdat Eelco om onduidelijke redenen de relatie met Nadine plotseling had verbroken, besluit ze haar collega Arnout Henselman mee te nemen als begeleider. Het komt zelfs nog tot een vuistslag van Arnout jegens Eelco. In het herentoilet troost Nadine de bloedende Eelco, die haar vertelt dat hij destijds zeer ernstig is bedreigd om te stoppen met hun relatie.
Tot een vervolggesprek tussen Eelco en Nadine komt het niet. De volgende morgen vroeg wordt Nadine als een van de 400 gasten van het Boekenbal door de Amsterdamse politie gebeld. Eelco van Ravensberg is op het Boekenbal neergestoken en overleden.  Het verhoor op het Leidse politiebureau is gecompliceerd, mede omdat Mariëlle de avond ervoor niet bij haar vriendin Renate is aangekomen. Nadine ontvlucht het politiebureau en vindt haar dochter terug op de intensieve zorg van het Academisch ziekenhuis. Wurgplekken op de hals en het gebrekkige verhaal van de bijgekomen Mariëlle zette Nadine op het spoor van de seriemoordenaar. Na een zoektocht in het huis van de moordenaar waar ze bebloede schoenen vindt wordt ze thuis geconfronteerd met een keukenmes in handen van haar beste vriendin.
Na een vonnis van 20 jaar cel met dwangverpleging legt de eerst anonieme verteller het aan de lezers uit. Het auto-ongeluk van Christiaan paste in een vooropgezet plan. De dood van Melissa was een ongelukje, Joëlla was een lastige getuige en ook Mariëlle viel in die categorie. Eelco probeerde ondanks een waarschuwing toch weer aan te pappen met Nadine en ging daarom dood het Boekenbal uit. Ze hoopt nog na haar detentie en behandeling herenigd te worden met Nadine, die door de moord op het Boekenbal definitief doorgebroken is als schrijfster.